# PGC 38954
LEDA/PGC 38954 ist eine Elliptische Galaxie vom Hubble-Typ E0 im Sternbild Drache am Nordsternhimmel. Sie ist schätzungsweise 614 Millionen Lichtjahre von der Milchstraße entfernt und hat einen Durchmesser von etwa 195.000 Lichtjahren.
Im selben Himmelsareal befinden sich die Galaxien NGC 4210, PGC 2680526, PGC 2681073, PGC 2681633.